# Mallerenga cuallarga eurasiàtica
La mallerenga cuallarga eurasiàtica, mallerenga cuallarga o senyoreta (Aegithalos caudatus) és una espècie d'ocell de la família dels egitàlids (Aegithalidae). És un ocell insectívor distribuït per Euràsia, comú en tota mena de boscos oberts i amb abundant sotabosc. El seu estat de conservació es considera de risc mínim.
Té una cua molt llarga (7,5 cm) comparada amb la llargada total del cos (14 cm). El plomatge és una combinació molt vistosa de rosa, negre i blanc. Tant el mascle com la femella són iguals i els juvenils realitzen la muda completa cap al plomatge adult abans del primer hivern.
A l'hivern, se'n detecten petits desplaçaments en estols i a la nit se'ls pot veure dormir agrupats, potser per protegir-se del fred.
Tota l'etapa reproductiva transcorre dalt d'un arbre o arbust dels boscos de tota classe i de totes les alçades. El niu que construeix és desproporcionat respecte de la mida del constructor. El nial, ovalat i cobert de liquen i teranyines per fora, té una petita entrada a la part superior i és d'una mida considerable. En el seu interior, al març-maig, la femella pon 8 o 12 ous i els cova durant 16 dies. 14 dies seran necessaris abans que els novells ocells no deixin el cau i, en el decurs d'aquest temps, ambdós progenitors els encebaran.

## Noms comuns
Al Penedès es coneix com primavera cuallarga.

## Galeria

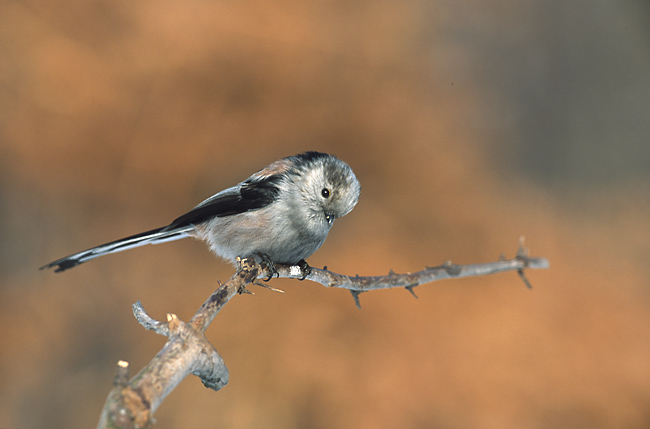
Aegithalos caudatus
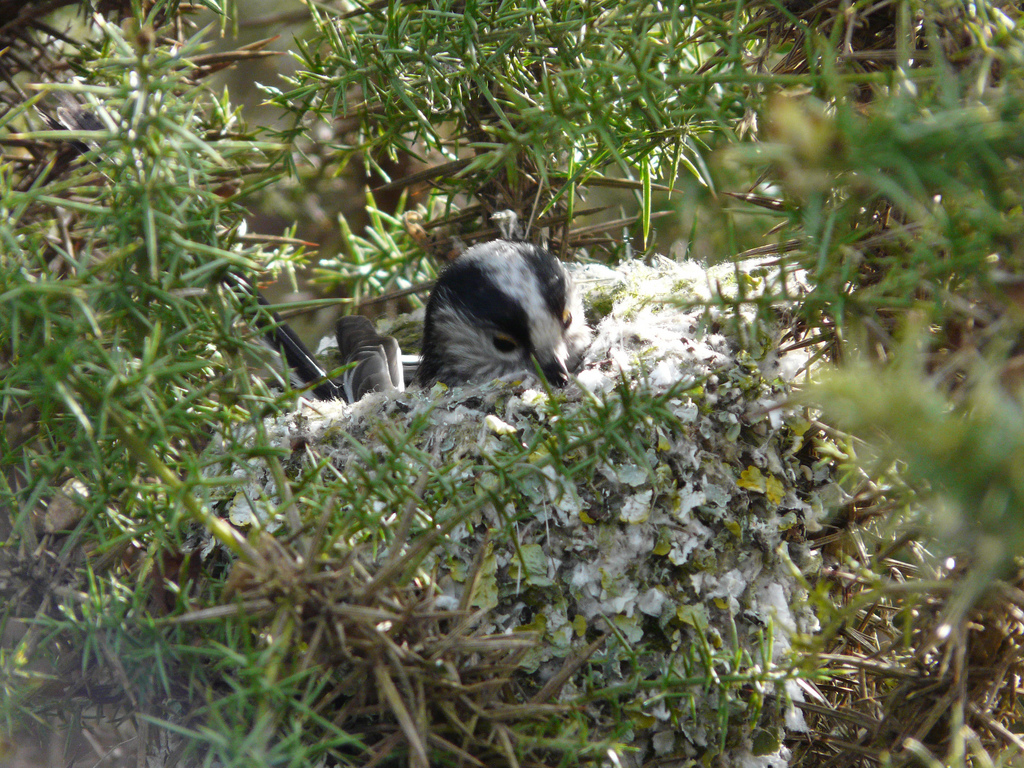
Mallerenga cuallarga al seu niu
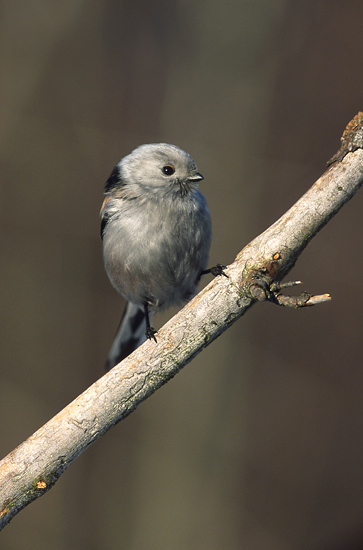
Aegithalos caudatus
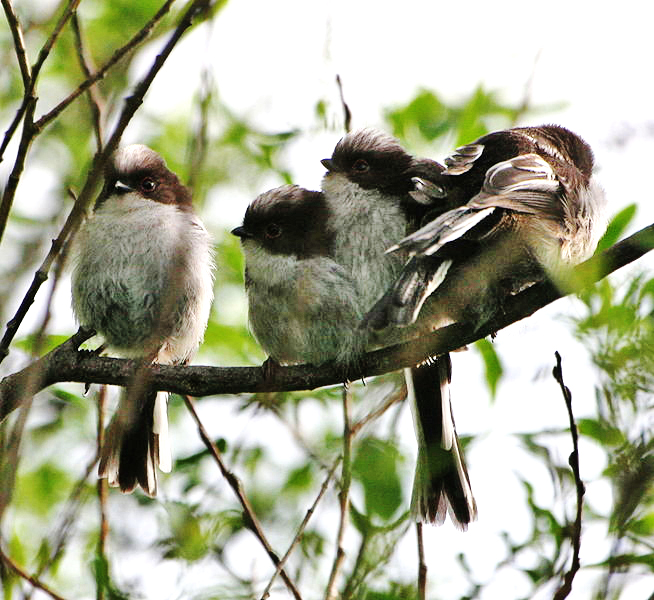
Exemplars juvenils
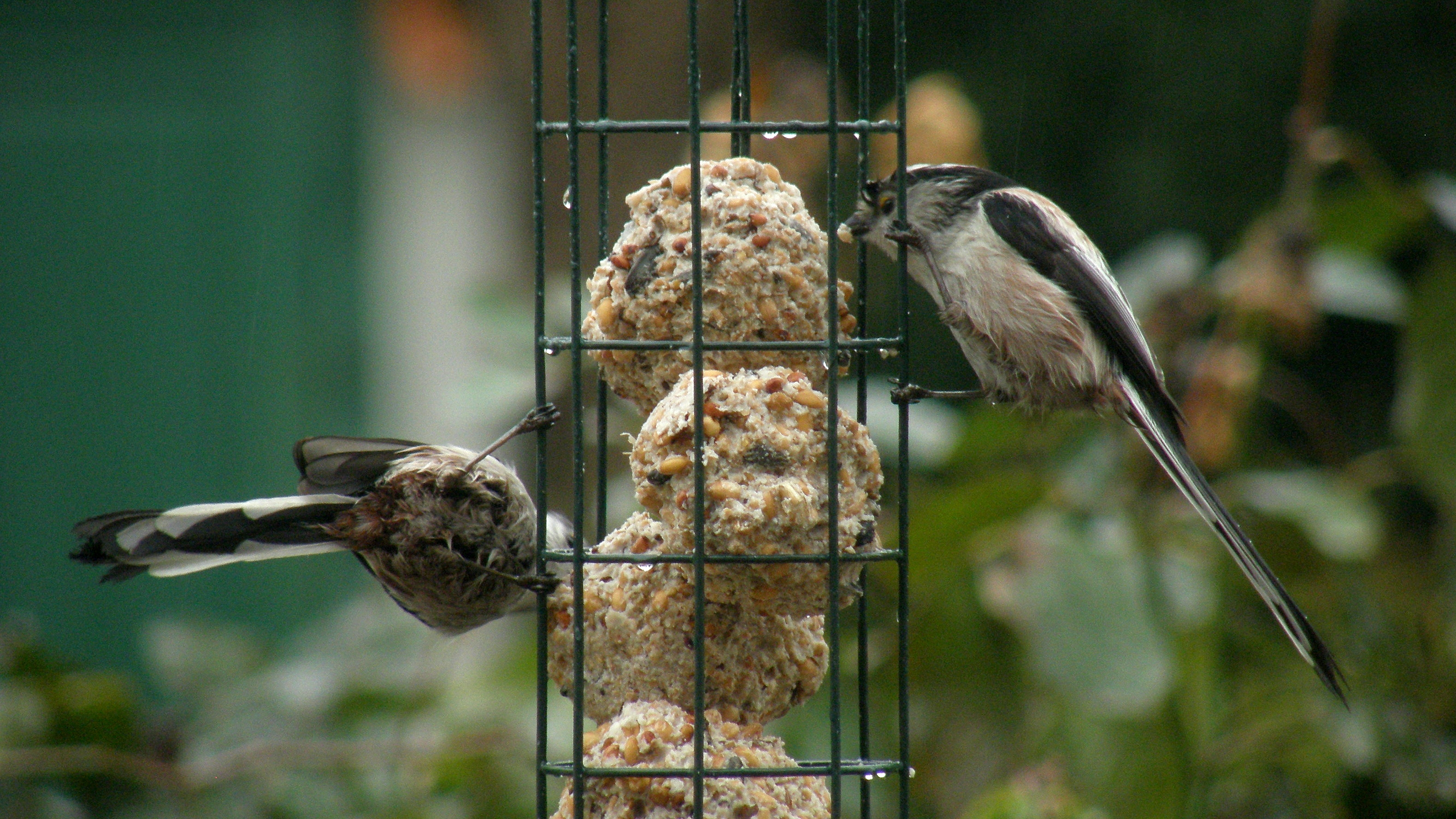
Aegithalos caudatus europaeus, Pas-de-Calais, França
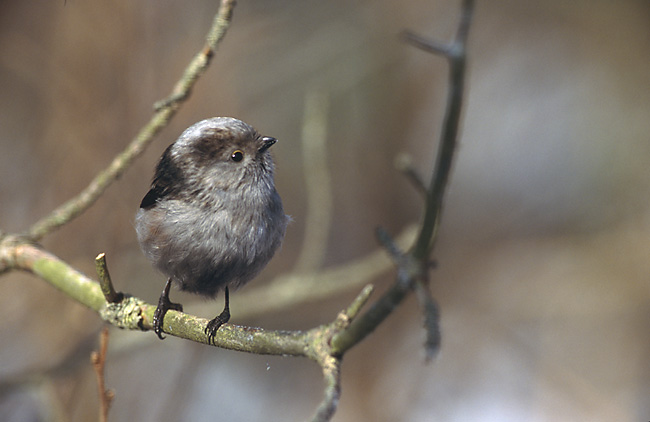
Aegithalos caudatus